# 通信妨害
通信妨害（つうしんぼうがい、英語: communications jamming, COMJAM）とは、無線通信信号に対する妨害（ECM）のこと。正規の電波通信と同一の周波数または周波数帯の電波を送出し、混信もしくは電波障害を引き起こすことで、正規の通信を妨碍する、もしくは自国民に視聴させたくない放送（主に国際放送）に妨碍をかけることを指す。レーダーに対する妨碍同様、ジャミングと呼ばれる。
軍事的・政治的に用いられることの多い技術であるが、携帯電話に対する通信機能抑止装置のように民間に転用されたものもある。

## 放送におけるジャミング
主に政治的理由による。地下放送（ゲリラ放送）に対する権力側からの妨碍、逆に国営放送に対する反政府勢力からの電波ジャックが行われる。ラジオ放送が中心だが、テレビジョン放送でもあり得る。

### 2006年以降
- 中国政府が、BBC、VOA、NHK、RFA、RTIなどの英語放送と中国語放送に、中央人民広播電台が京劇音楽などを使ってジャミングを行っている。にぎやかなこの音楽は、遠距離受信の愛好家の間では火龍（Firedrake）と呼ばれている。
- 北朝鮮は、韓国向け朝鮮中央テレビ（朝鮮教育文化テレビ）を韓国の第8チャンネルで実施しているが、韓国はこれにジャミングをかけている。
- 2006年5月5日から、特定失踪者問題調査会運営である北朝鮮拉致被害者向けの短波放送「しおかぜ」（5890kHz）に北朝鮮がジャミングを行い始めた。その後この周波数は廃止され周波数を変更しながら（2021年1月10日現在は、日本国内から第一放送5955kHz 5965kHz 6045kHzのいずれか、第二放送5985kHz 6020kHz 6135kHzのいずれか）送信しているが、いずれもジャミングされている。
- 主に、日本国政府認定の日本人拉致被害者向けを目的として「しおかぜ」に遅れて開局された、日本国政府拉致問題対策本部による短波放送「ふるさとの風」（朝鮮語放送名「イルボネパラム」）各周波についても、2021年1月10日現在、ジャミングされ続けている。

### 過去
- 第二次世界大戦（太平洋戦争（大東亜戦争））中、アメリカが大日本帝国（日本）向けアメリカの声放送（英語: Voice of America, VOA）をアメリカ合衆国本土から短波放送で実施し、サイパン島陥落後は中波放送で実施した。これに対して大本営当局はジャミングをかけた。
- 短波9690kHzには、日本向けRAE（アルゼンチン国営放送）が発信されていたが、台湾（中華民国）が同一周波数で大陸（中華人民共和国）向け中央広播電台を出し、大陸側がこれにジャミングをかけていたため、RAEの受信は非常に困難であった。
- 韓国のKBS第1ラジオソウル局（中波711kHzと短波3930kHz）には北朝鮮がジャミングをかけていた（短波3930kHzは2007年1月に廃止）。
- NHKの国際放送であるNHKワールド・ラジオ日本の朝鮮語放送にも、北朝鮮がジャミングをかけることがあった。
- 1982年10月から1984年3月まで、ラジオたんぱ（現・ラジオNIKKEI）で放送されたセクシー・オールナイトには、その内容の強烈さが問題とされたか、海外の一部でジャミングがかけられ、日本国内でも聴取不能となることがあった。この当時は、中波の夜間の番組でも、性的にきわどい内容に話が及ぶと、突如どこからかジャミングがかかり、その話が終わるとジャミングが止まることが頻繁にあった。

## 民間への技術転用
- 日本での携帯電話に対するものについては、通信機能抑止装置を参照。
- バチカン市国では、2005年以降のコンクラーヴェにおいて、社会のIT化や携帯電話の小型軽量化・SNSの普及・盗聴技術の発達などの理由から、情報漏洩対策として、枢機卿団の宿舎であるサン・マルタ館とシスティーナ礼拝堂において強力なジャミングによる情報統制を実施している。そのジャミングの強さは携帯電話のみならず、放送電波まで切断する程の規模である[2]。
- 中華人民共和国の全国普通高等学校招生入学考試（いわゆる大学入学試験）では、無線通信装置を使ったカンニング防止のために「試験会場全体に対するジャミング」を実施している[3]。